# László Sebián-Petrovszki
László Sebián-Petrovszki (maďarsky Sebián-Petrovszki László; * 15. září 1977, Békéscsaba) je maďarský politolog a levicový politik, poslanec Zemského sněmu za stranu Demokratická koalice (DK).

## Politická kariéra
V parlamentní volbách v roce 2018 kandidoval na 12. místě na celostátní kandidátní listině Demokratické koalice, ze které byl poprvé zvolen poslancem Zemského sněmu. Ve volbách do Evropského parlamentu v roce 2019 kandidoval na 9. místě na kandidátní listině Demokratické koalice. V parlamentních volbách v roce 2022 kandidoval na 17. místě na celostátní kandidátní listině levicové koalice Společně pro Maďarsko, ze které byl podruhé zvolen poslancem.

## Soukromý život
Hovoří anglicky a maďarsky.
V létě roku 2009, po svém jmenování státním tajemnikem, v majetkovém přiznání uvedl, že žije s mužem. Jeho partnerem je zpěvák Bertalan Sugár zvaný „Bery“.